# Puchet (Gemeinde Pichl)
Puchet ist ein Ort im Hausruckviertler Hügelland in Oberösterreich, und
Ortschaft der Gemeinde Pichl bei Wels im Bezirk Wels-Land, und als Buchet  Ortschaft der Gemeinde Schlüßlberg im Bezirk Grieskirchen.

## Geographie
Der Ort liegt etwa halbwegs zwischen Wels und Grieskirchen, 2 Kilometer südwestlich von Bad Schallerbach, in den Hügeln zwischen Trattnach und Innbach.

Die beiden Ortschaften umfassen 13 Gebäude mit etwa 35 Einwohnern, davon nur 3 Adressen in Pichl, als Weiler, der Rest als zerstreute Häuser in Schlüßlberg. Die nordöstlichsten Häuser, an der Gemeindegrenze Schlüßlberg–Pichl–Bad Schallerbach, sind schon so gut wie ein Teil des Ortes Müllerberg, der dann noch bis Wallern hinüberreicht.
Weil der Ort in die Bezirke Wels-Land und Grieskirchen fällt, liegt er sogar in zwei europastatistischen NUTS-3-Regionen Österreichs, nämlich Linz–Wels (AT312) mit dem südlichen Pichler Weiler, und Innviertel (AT311) mit den nordöstlichen Schlüßlberger Häusern – das Hausruckviertel ist in der NUTS-Gliederung aufgeteilt.

Landschaftlich gehört die Gegend zur Raumeinheit Inn- und Hausruckviertler Hügelland.
Nachbarortschaften:
|                                                                                     | Brandhof (Gem. Schlüßlberg, Bez. Griesk.)   | (Am) Müllerberg (Gem. Bad Schallerbach, Bez. Griesk., Wallern u. Pichl, Bez. Wels-Land) |
| Dingbach (Gem. Schlüßlberg, Bez. Griesk.) Dingberg (Gem. Schlüßlberg, Bez. Griesk.) | Kompassrose, die auf Nachbargemeinden zeigt |                                                                                         |
| Pühret (Gem. Pichl, Bez. Wels-Land)                                                 | Kerschberg (Gem. Pichl, Bez. Wels-Land)     | Fadleiten (Gem. Pichl, Bez. Wels-Land)                                                  |

## Geschichte
Der -edt-Name (‚Einöde‘) markiert eine abgelegene Siedlung, P/Buch- steht wohl zu ‚Buchen‘ bzw. ‚Hainbuchen‘.
In den 1820ern gehörte Puchet zum Pfarrdistrikt Pichl im Distriktskommissariat Schmiding, Buchet wird noch nicht genannt, und gehörte zur Ortschaft Brandhof, Pfarrdistrikt Grieskirchen im Distriktskommissariat Parz. Die alten Gehöfte zu dieser Zeit sind Puchet (heutige Hnr. 1 und 2), der Aigner (Buchet 2, bei Müllerberg), Krameder (Buchet 4), Buchmayer (Buchet 9) und der Zahrhuber (heute Buchet 10, bei Pühret).